# Tarbes Auch Midi-Pyrénées
Tarbes Auch Midi-Pyrénées est une équipe féminine de kayak-polo, financée par le comité régional de canoë-kayak de la région Midi-Pyrénées, Conseil Général des Hautes-Pyrénées et la ville de Tarbes.

## Personnalités

### Joueuses de kayak-polo
Équipe féminine senior N1F en 2012
- N° 1 : Priscilla Azema
- N° 2 : Van-Nienwenhove Mathilde
- N° 3 : Pierre Rose-Marie
- N° 4 : Cabrol Aliénor
- N° 5 : Adalbéron Valérie
- N°6 : Moreira Emilie
- N° 7 :  Dufourcq Juliette
- N° 8 : Lacombe Gaëlle
- N° 9 : Reynaud  Cécile